# Sulawesisumphöna
Sulawesisumphöna (Amaurornis isabellina) är en fågel i familjen rallar inom ordningen tran- och rallfåglar.

## Utseende och läte
Sulawesisumphönan är med kroppslängden 35–40 cm störst i släktet Amaurornis. Den urskiljs lätt genom gråtonad olivbrun ovansida och helt vinröd till rostbrun undersida, inklusive undre vingtäckare och axillarer. Näbben är ljusgrön, ben och fötter brungröna. Könen är lika.
Lätet är högljutt och oharmoniskt, påminnande om zebrarallen men avslutas vanligen med sett ljudligt och klart "tak-tak-tak-tak" (varifrån arten fått sitt lokala namn Taktak). Flera fåglar kan höras låta samtidigt.

## Utbredning och systematik
Fågelns utbredningsområde är låglandet på Sulawesi. Den behandlas som monotypisk, det vill säga att den inte delas in i några underarter.

## Levnadssätt
Arten hittas i gräs med lågväxta buskar nära vattendrag med skogklädda kanter. Den ses även i gräsmarker med Imperata cylindrica samt intill majs- och risfält. Den kan ses rätt långt från vatten och är relativt vanlig framför allt i gamla övergivna trädgårdar. Fågeln hittas från havsnivån till 800 meters höjd. Ungfåglar har hittats i maj.

## Status
Arten har ett stort utbredningsområde och populationsutvecklingen är oklar. Den anses inte vara hotad, varför internationella naturvårdsunionen IUCN kategoriserar den som livskraftig.

## Namn
Artens svenska namn syftar på färgnyansen isabell, gulvitt till smutsgult. Färgen sägs ha fått sitt namn efter den spanska prinsessan Isabella, Filip II:s dotter. Då Isabellas gemål ärkehertig  Albrekt av Österrike belägrade Ostende, ska hon ha lovat att inte byta linne förrän staden hade intagits. Då belägringen varade tre år (1601-1604) antog linnet under tiden den smutsgula färg som betecknas som isabellfärg. Samma historia berättas om drottning Isabella I av Kastilien vid Granadas belägring 1492. Benämningen är känd i svenskan sedan 1637.